# ونئوجا
ونئوجا (به لاتین: Veneoja) یک روستا در استونی است که در دهستان لوگانوسه واقع شده‌است.